# Yakovlev Ptchela-1T

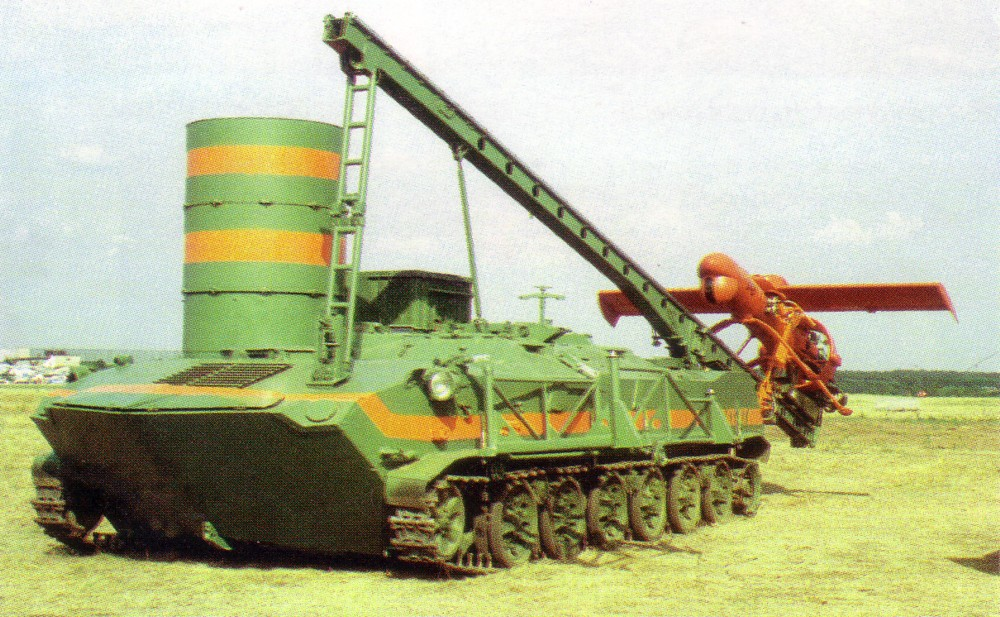
Le drone Ptchela-1T sur un BTR-D.

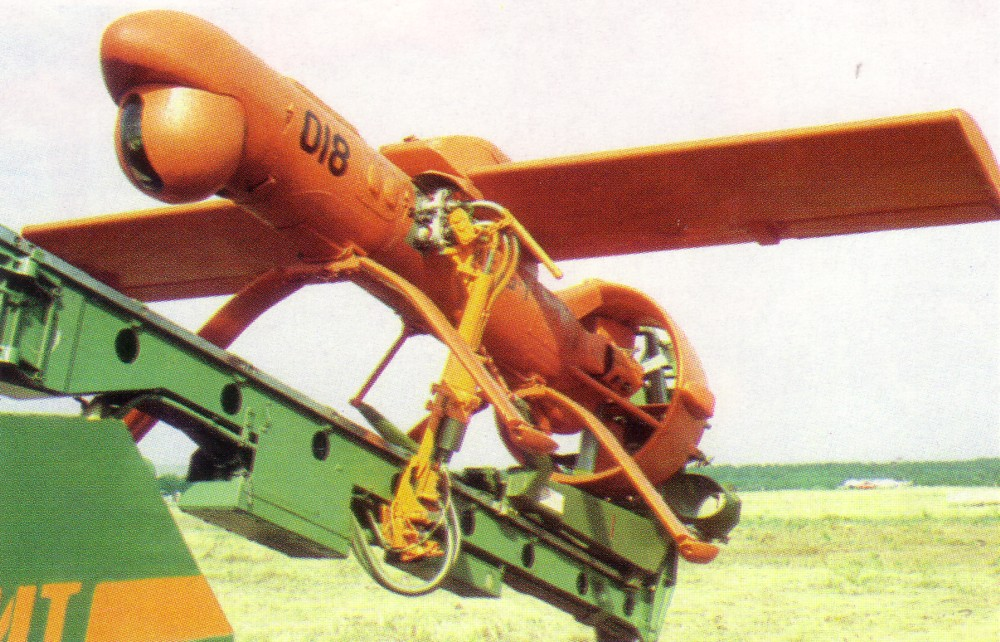
Ptchela-1T.

Le Ptchela-1T est un drone de reconnaissance russe fabriqué par Yakovlev depuis les années 1990.

## Description
Le drone Ptchela-1T (en russe : Пчела-1Т, littéralement abeille-1T) est un élément constitutif d'un ensemble hautement mobile assurant la surveillance en temps réel grâce à un équipement de télévision installé à bord de l'engin, à des distances pouvant atteindre 60 km du poste de contrôle.
La conception modulaire du Ptchela-1T permet d'élargir sa gamme de missions en adaptant la charge utile aux missions effectuées.
Le système complet se compose des éléments suivants :
- station de télécommande mobile au sol comprenant la rampe de lancement et les systèmes de précommande placés sur un véhicule blindé aérolargable BTR-D. Il est prévu pour transporter un drone fixé dans un conteneur aérolargable, assurant la précommande et le lancement du drone, l'émission des ordres de pilotage, la réception, le traitement et la visualisation en temps réel sur écran TV des données transmises, l'enregistrement du signal vidéo sur magnétoscope et les communications radio.
- 10 drones Ptchela-1T équipés de fusées de lancement. Ils sont équipés de base d'un circuit TV et peuvent recevoir en option un équipement de simulation de cible aérienne.
- 1 véhicule de commande développé à partir du véhicule Ural-4320. Il sert au stockage/déstockage, à la maintenance, la réparation et la préparation au vol du drone pour les mises en œuvre multiples, procéder aux opérations de maintenance programmées, le remplissage et la reprise du carburant, la préparation du mélange et le décodage des données recueillies.
- 1 véhicule de chargement développé à partir du véhicule GAZ-66. Il sert à transporter jusqu'à deux drones à la fois, recharger la rampe de lancement et évacuer les drones hors de la zone d'atterrissage.

Le système est entièrement autonome afin de pouvoir effectuer des lancements à partir de terrains non préparés. Il permet de commander deux drones en même temps. Le drone décolle au moyen de deux fusées d'appoint à poudre. La récupération s'effectue à l'aide d'un parachute et de jambes d'amortissement. En fin de mission, le drone rejoint la zone de récupération, atterrit à l'aide du parachute et le véhicule de chargement le rapatrie sur l'échelon technique ou la position de départ.

## Utilisateurs
Russie
 Corée du Nord

## Fiche technique
| Paramètre                                                           | Valeur                                                 |
| Portée:                                                             | 60 km                                                  |
| Altitude :                                                          | 100 à 2 500 m                                          |
| Motorisation :                                                      | moteur à piston, plus deux fusées d'appoint (à poudre) |
| Vitesse :                                                           | 120 à 180 km/h                                         |
| Masse maxi :                                                        | 138 kg                                                 |
| Pilotage :                                                          | automatique (programmé) ou manuel (télécommande)       |
| Précision sur les coordonnées :                                     | de portée : 150 m / d’azimut : jusqu'à 1°              |
| Altitude maxi de lancement :                                        | 2 000 m                                                |
| Altitude optimum de reconnaissance du terrain survolé :             | 100 à 1 000 m                                          |
| Taux de virage maxi :                                               | 3°/s                                                   |
| Temps du déploiement du système :                                   | 20 min                                                 |
| Champ de la caméra TV en tangage :                                  | 5°/-65°                                                |
| Endurance :                                                         | 2 h                                                    |
| Quantité possible de décollages/atterrissages (pour chaque drone) : | 5                                                      |
| Température de mise en œuvre :                                      | de -30°С à +50°С                                       |
| Durée de formation du personnel de maintenance :                    | 200 h                                                  |
| Vitesse maxi du vent au décollage :                                 | 10 m/s                                                 |
| Vitesse maxi du vent à l'atterrissage :                             | 8 m/s                                                  |
| Puissance :                                                         | 32 ch                                                  |
| Masse maxi :                                                        | 130 kg                                                 |
| Charge utile :                                                      | 406 kg/ch                                              |
| Vitesse :                                                           | 110 à 150 km/h                                         |
| Portée (mesurée au combat) :                                        | 55 km                                                  |
| Autonomie :                                                         | 2 h                                                    |
| Plafond opérationnel :                                              | 3 000 m                                                |
| ------------------------------------------------------------------- | ------------------------------------------------------ |